# Bảo tàng quốc gia, Kraków
Bảo tàng quốc gia tại Krakow (tiếng Ba Lan: Muzeum Narodowe w Krakowie), viết tắt phổ biến là MNK, là bảo tàng lớn nhất ở Ba Lan. Tthành lập vào năm 1879, đây là chi nhánh chính của Bảo tàng Quốc gia Ba Lan, có một số chi nhánh độc lập với các bộ sưu tập cố định trên khắp đất nước. Bảo tàng bao gồm 21 phòng ban được phân chia theo thời kỳ nghệ thuật; 11 phòng trưng bày, 2 thư viện và 12 xưởng bảo tồn. Nó chứa khoảng 780.000 đồ vật nghệ thuật, trải dài từ khảo cổ học đến nghệ thuật hiện đại, đặc biệt tập trung vào hội họa Ba Lan.

## Vị trí
Bảo tàng quốc gia Kraków lần đầu tiên được đặt tại tầng trên của tòa nhà Phục hưng Sukiennice tọa lạc tại Quảng trường chính trong Khu phố cổ Kraków, hiện là nhà của một trong những khu vực nổi tiếng nhất trong thành phố. Việc xây dựng Tòa nhà chính mới đương đại của Bảo tàng tọa lạc tại số 3 đường Maja, bắt đầu vào năm 1934, nhưng đã bị gián đoạn bởi Thế chiến II. Nó được hoàn thành chỉ trong năm 1992, sau sự sụp đổ của Khối phía Đông. Các bộ sưu tập - bao gồm tổng cộng vài trăm nghìn mặt hàng - được lưu giữ phần lớn trong Tòa nhà chính nơi đặt văn phòng hành chính, nhưng cũng nằm trong 9 bộ phận của nó xung quanh thành phố.
Trong Thế chiến II, bộ sưu tập đã bị quân xâm lược phát xít Đức cướp phá. Sau chiến tranh, Chính phủ Ba Lan đã thu hồi nhiều công trình bị quân Đức chiếm giữ. Vẫn còn hơn 1.000 hiện vật đang mất tích, trong đó có Cuộc chiến giữa Carnival và Lint (mà chính quyền Ba Lan cho là đã bị đánh cắp vào năm 1939 bởi những kẻ xâm lược Đức, họ cho rằng chúng đã bị lấy đi và bán tại Vienna, và hiện đang cư trú tại Bảo tàng Kunsthistorisches có) bởi Pieter Bruegel the Elder (được tặng cho Bảo tàng vào năm 1937 bởi Stanisław Ursyn-Rusiecki) và những hiện vật vô giá khác.

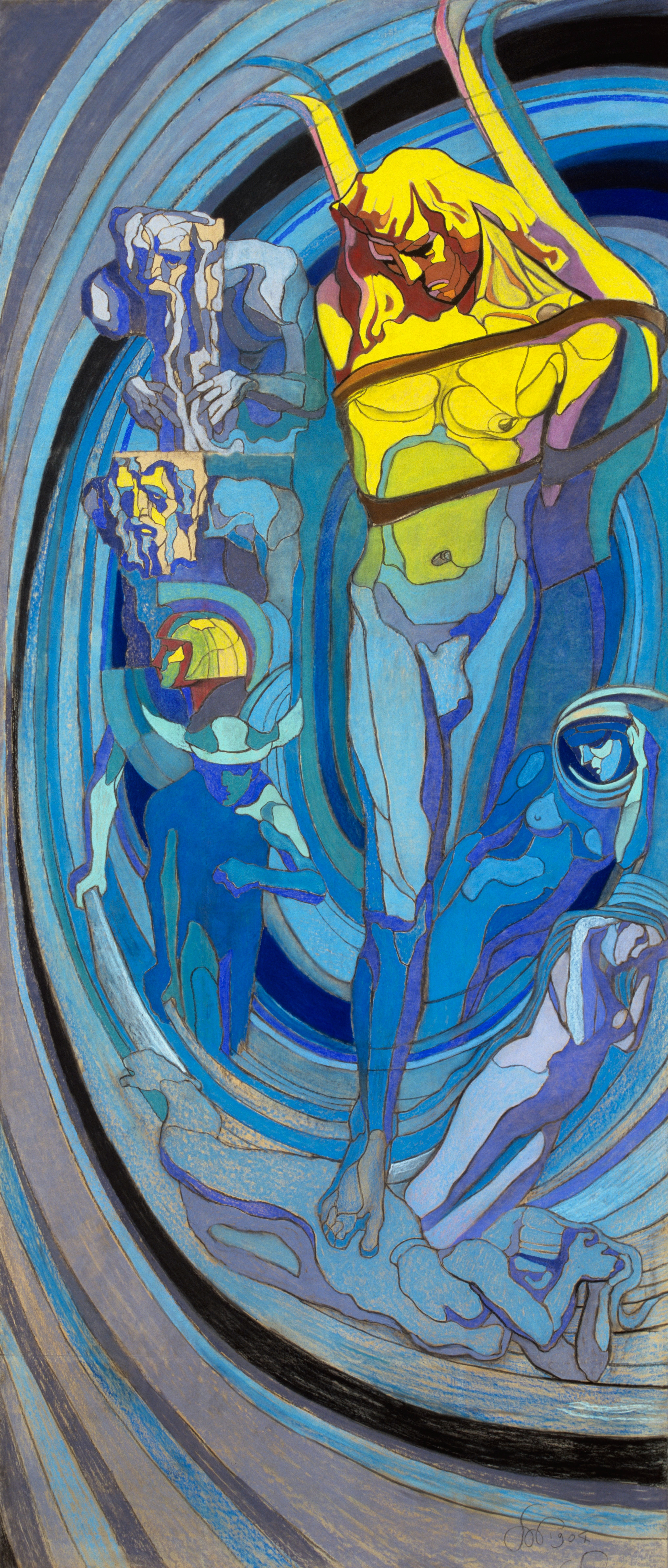
Apollo - Hệ mặt trời Copernicus của Stanisław Wyspiański, 1904

## Bộ sưu tập
Tòa nhà chính có Phòng trưng bày phía trên mới được cải tạo của Nghệ thuật Ba Lan thế kỷ 20, một trong những phòng triển lãm tranh và điêu khắc lớn nhất từ cuối thế kỷ 19 trở đi ở Ba Lan, với các tác phẩm nghệ thuật nổi tiếng nhất của Jacek Malczewski, Leon Wyczółkowski, Włodzimierz Tetmajer; một bộ sưu tập lớn các tác phẩm của Stanisław Wyspiański; và cũng, các tác phẩm của các nghệ sĩ của thời kỳ giữa chiến tranh và sau chiến tranh: những người họa sĩ lập thể Ba Lan, những người theo chủ nghĩa biểu hiện, nghệ sĩ tô màu, tiên phong của những năm 1930, và đại diện của New Direction từ những năm 1960.
Tranh trong bộ sưu tập bao gồm những kiệt tác của phong trào Ba Lan tuổi thanh xuân (Konrad Krzyżanowski, Olga Boznańska, Józef Pankiewicz, Władysław Ślewiński, Wacław Szymanowski, Ludwik Puget, Jan Stanisławski, Tadeusz Makowski). Những người Ba Lan tiên phong được đại diện bởi Zbigniew Pronaszko, Leon Chwistek, Tytus Czyżewski, Stanisław Osostowicz, Eugeniusz Waniek, Jan Cybis, Hanna Rudzka-Cybisowa, Artur Nacht-Samborski, Jan Szancenbach, Józef Czapski, Piotr Potworowski, Wacław Taranczewski, Juliusz Joniak.
Bộ sưu tập nghệ thuật sau chiến tranh bao gồm các tác phẩm của Tadeusz Kantor, Jonasz Stern, Maria Jarema, Jerzy Nowosielski, Andrzej Wróblewski, Katarzyna Kobro, Alina Szapocznikow, Maria Pinińska-Bereś, Katarzyna Kozyra. Nó cũng nắm giữ các tác phẩm của một loạt các nghệ sĩ Ba Lan đương đại có ảnh hưởng bao gồm Grzegorz Sztwiertnia, Rafał Bujnowski, Wilhelm Sasnal, Jadwiga Sawicka, Leon Tarasewicz, Stanisław Rodziński, Jan Pamuła, và Jan Tarasin.

### Quân đội
Tòa nhà chính có một màn hình quân sự rộng lớn từ thế kỷ 12 đến thế kỷ 20, bao gồm áo giáp Ba Lan từ thế kỷ 16 và 17, kiếm, súng, yên ngựa và áo choàng, đồng phục quân đội từ thế kỷ 18 đến thế kỷ 20, mệnh lệnh quân đội, huy chương và huy hiệu. Các tổ chức bảo tàng cũng bao gồm một bộ sưu tập vũ khí phương Tây và Đông Âu. Các quân đội được trình bày tại triển lãm "Vũ khí và màu sắc".

### Nghệ thuật trang trí
Nghệ thuật trang trí và thủ công được trưng bày trong Phòng trưng bày Nghệ thuật và Thủ công trang trí, với các đồ tạo tác bằng vàng, bạc và đá quý từ thế kỷ thứ XII đến thế kỷ thứ XVIII; đồ vật bằng đồng, thiếc và sắt, như bát và rương sắt; đồ nội thất cũ, nhạc cụ, đồng hồ, gốm sứ và thủy tinh, đáng chú ý là kính màu từ các nhà thờ của Kraków. Bảo tàng có một trong những bộ sưu tập thảm và thảm cổ Ba Lan và phương Đông lớn nhất của Ba Lan, cũng như một bộ sưu tập trang phục từ thế kỷ XVI đến thế kỷ XX.

## Các khu trưng bày của bảo tàng

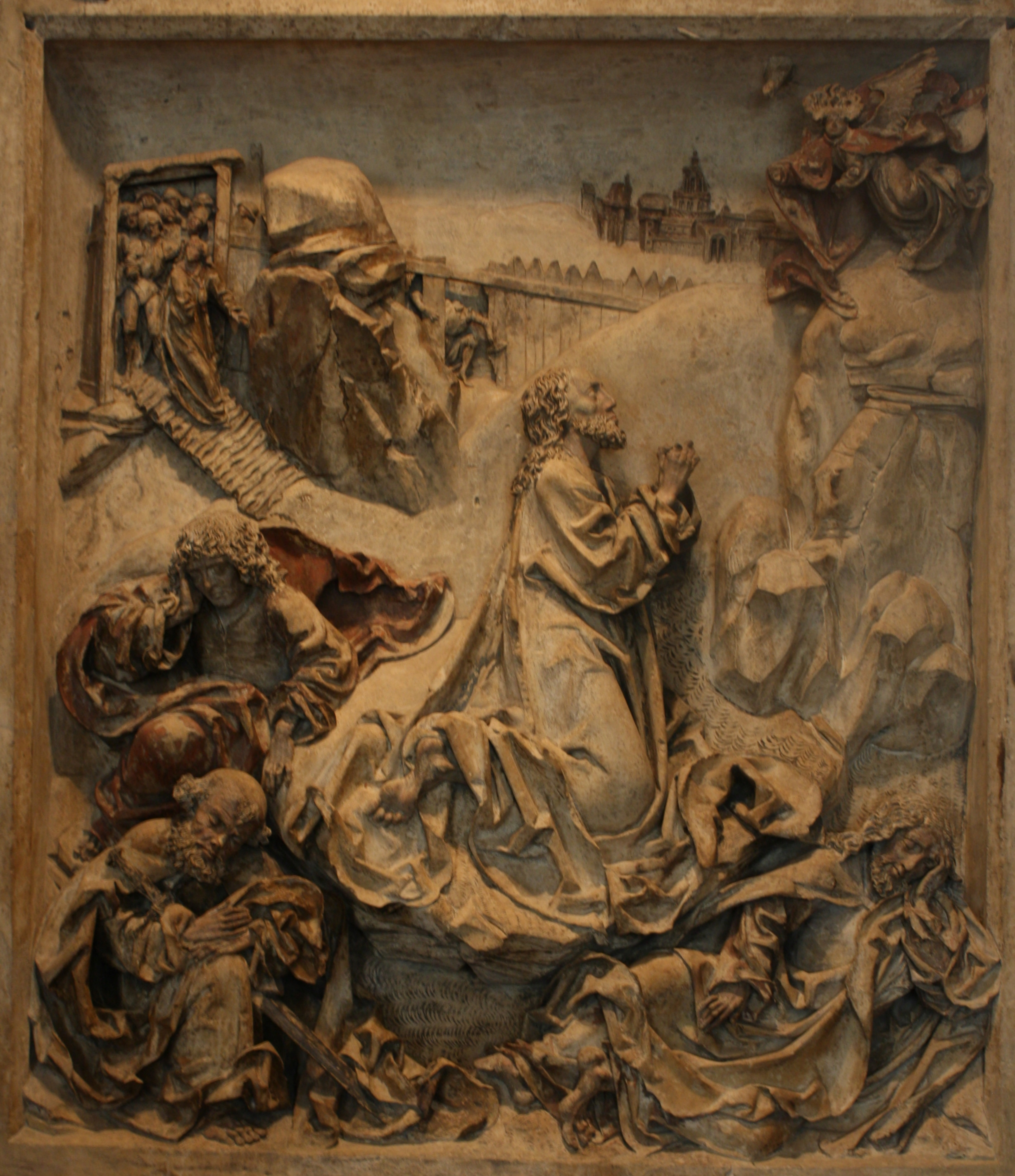
Chúa Kitô trong Vườn Gethsemane, bức phù điêu của Veit Stoss.

1. Tòa nhà chính, tại 3 phố Maja, với gần 500 tác phẩm của các nghệ sĩ hiện đại hàng đầu của Ba Lan.
2. Phòng trưng bày Nghệ thuật Ba Lan thế kỷ 19 ở Sukiennice, với bộ sưu tập một số bức tranh nổi tiếng nhất của Phong trào Ba Lan tuổi thanh xuân, bao gồm cả điêu khắc.
3. Bảo tàng Czartoryski, Thư viện và xưởng vũ khí, nổi tiếng thế giới với bức tranh Lady with an Ermine của Leonardo. Bảo tàng có các bậc thầy lão luyện khác được trưng bày bao gồm cảnh quan ấn tượng của Rembrandt.
4. Bộ phận mới nhất được gọi là EUROPEUM với Brueghel trong số một trăm bức tranh Tây Âu đã được khánh thành vào năm 2013.[5]
5. Cung điện Giám mục Erazm Ciołek với nghệ thuật gothic, phục hưng và baroque đánh bóng
6. Bảo tàng Stanisław Wyspiański
7. Nhà Jan Matejko trên đường Floriańska
8. Nhà Józef Mehoffer - nhà nghệ sĩ
9. Szołayski's House - triển lãm tạm thời
10. Bảo tàng Emeryk Hutten-Czapski - bộ sưu tập số
11. Bảo tàng Karol Szymanowski tại Villa Atma ở Zakopane
12. Khách sạn Cracovia

Vào năm 2009, một dự án mới "Diễn đàn bảo tàng" Lưu trữ ngày 29 tháng 5 năm 2019 tại Wayback Machine đã được đưa ra để quảng bá nghệ thuật trước Tòa nhà chính của Bảo tàng Quốc gia. Thiết kế chiến thắng từ kiến trúc sư Michal Bernasik đã được chọn.

## Thư viện ảnh

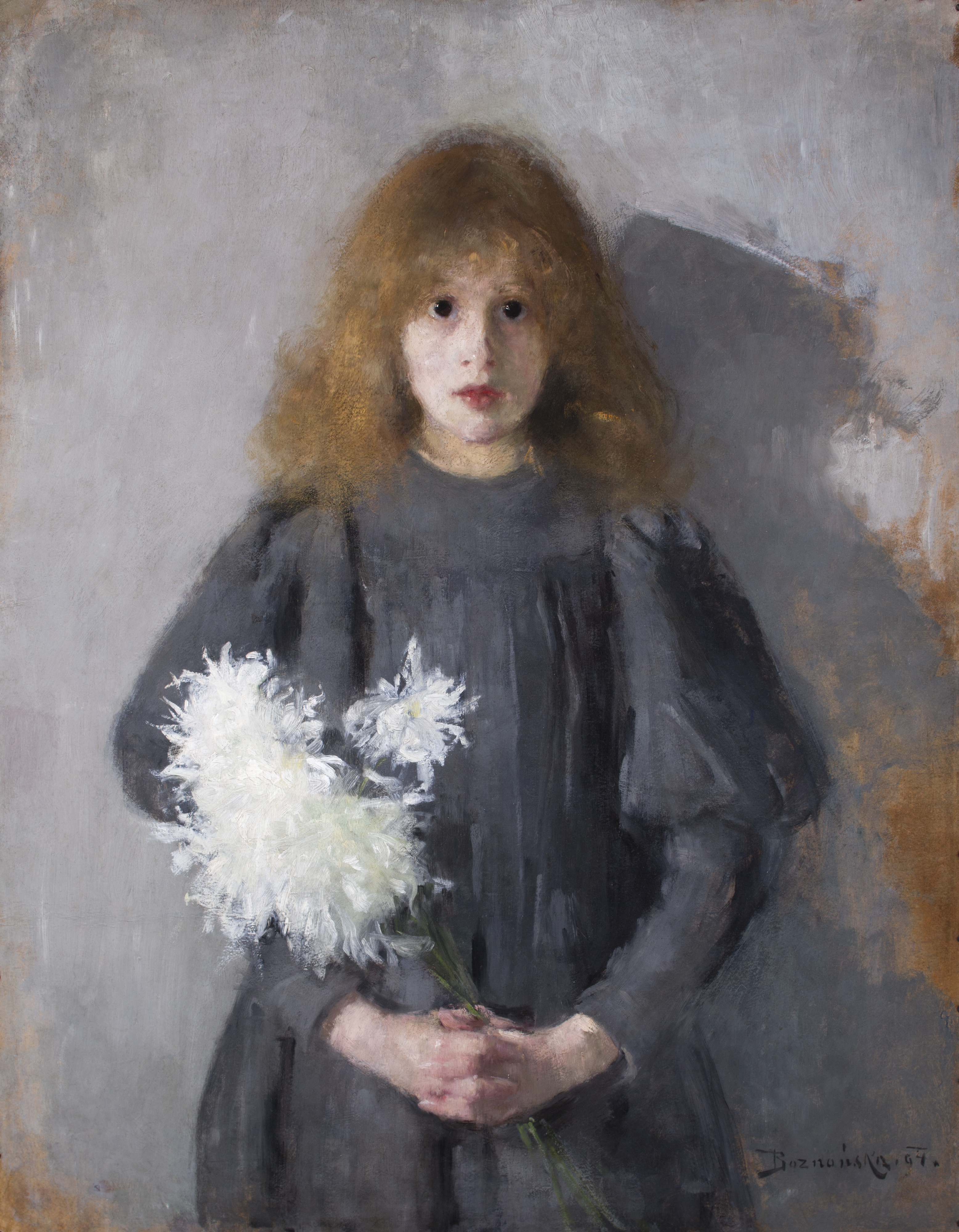
Cô gái với hoa cúc, Olga Boznańska, 1894
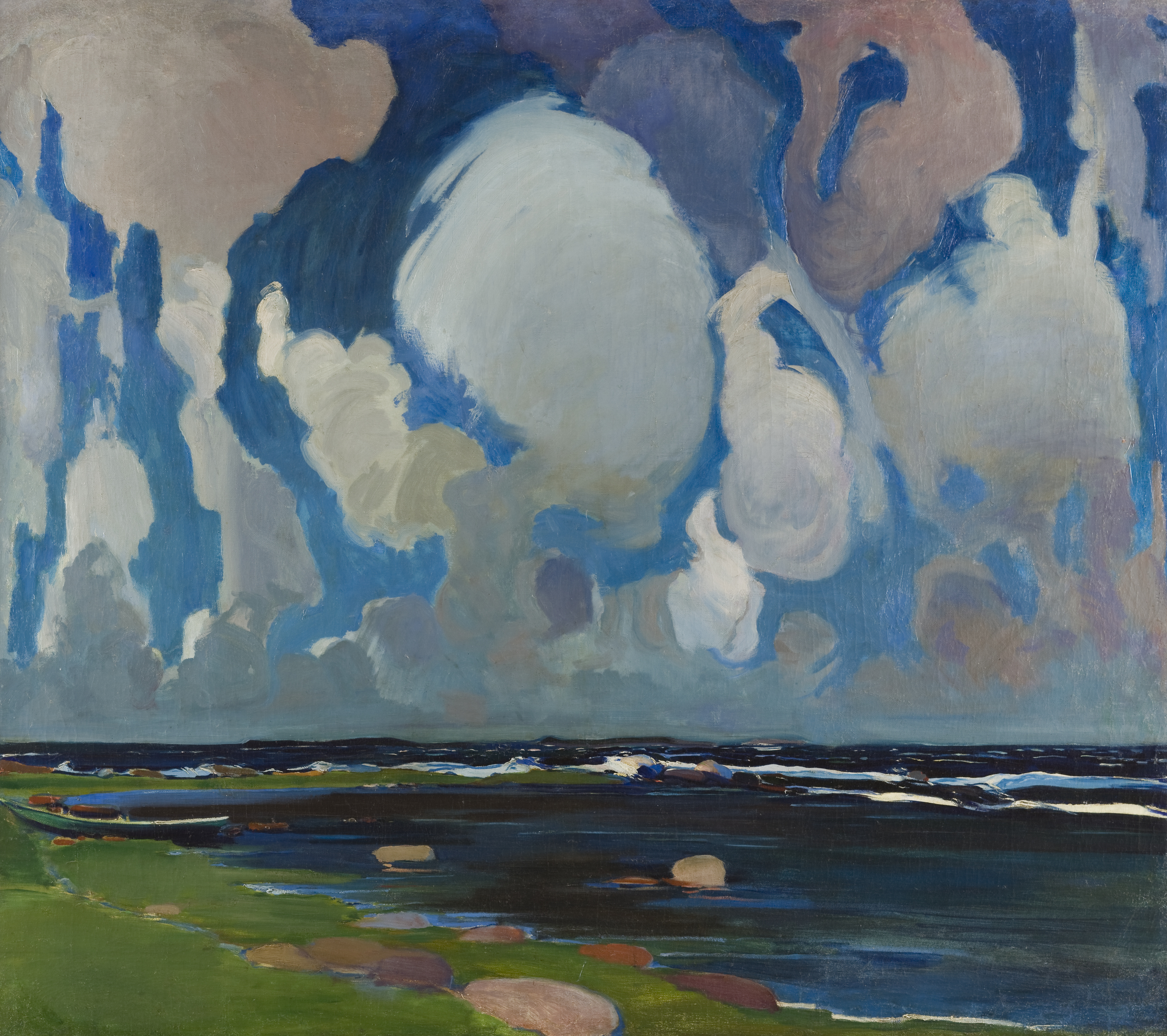
Những đám mây ở Phần Lan, Konrad Krzyżanowski, 1908
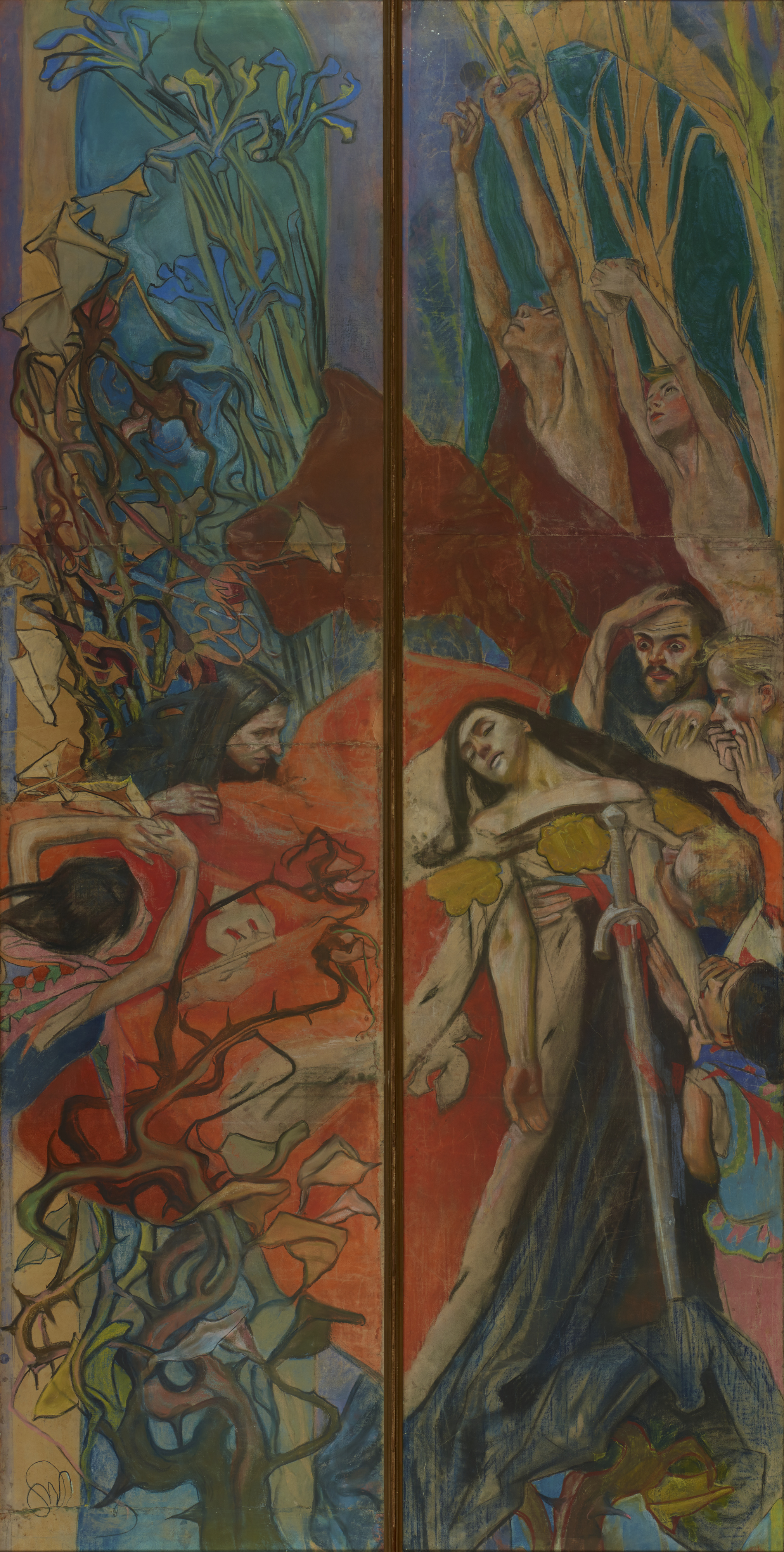
Polonia, Stanisław Wyspiański, 1893-1894
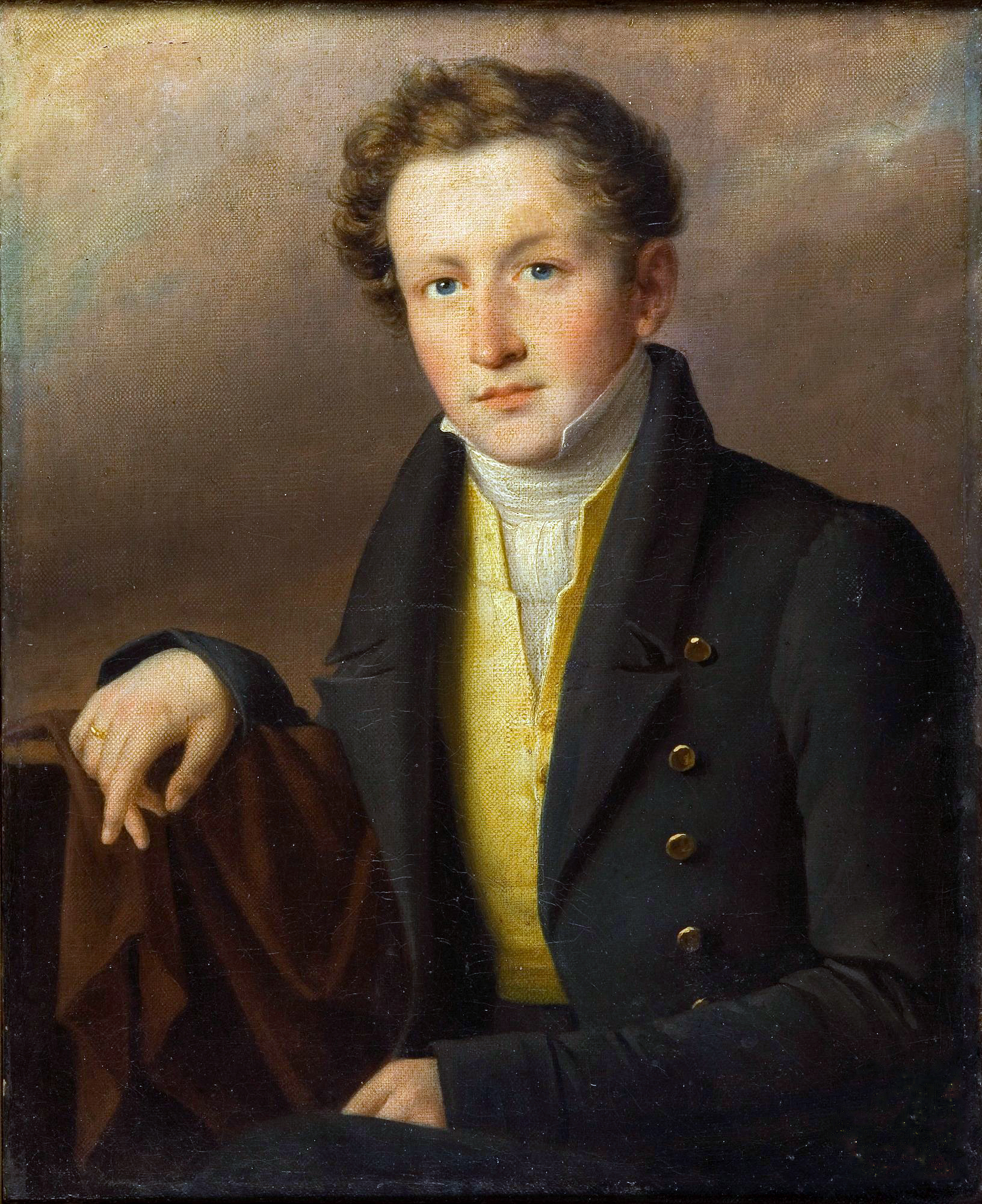
Chân dung Leon Sapieha, Józef Oleszkiewicz, 1827
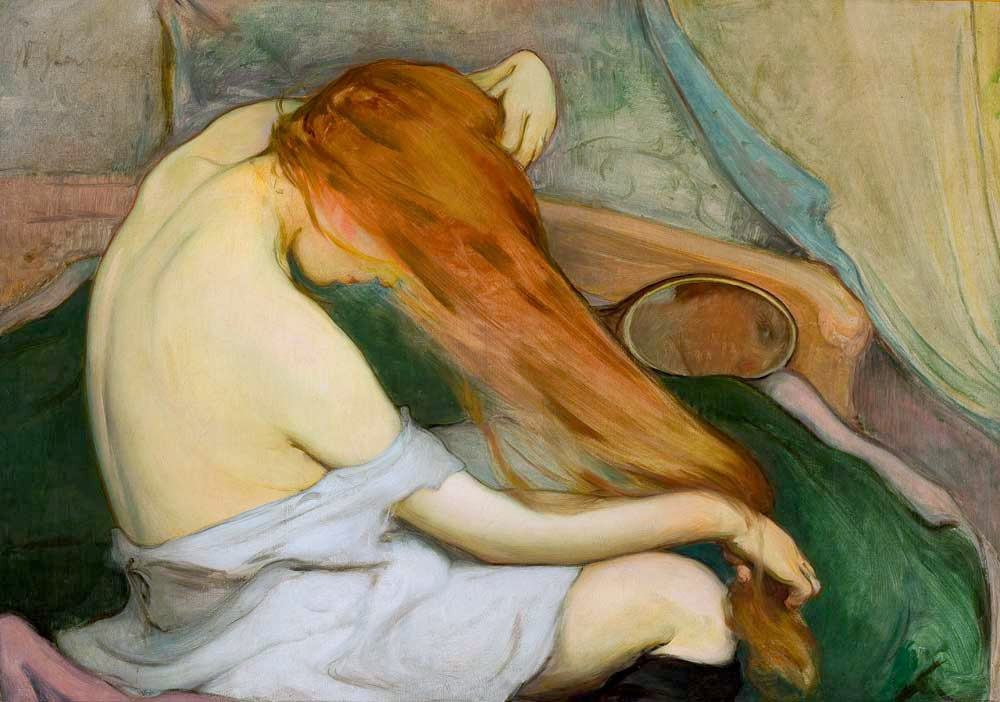
Kết hợp phụ nữ, Władysław lewiński, 1897
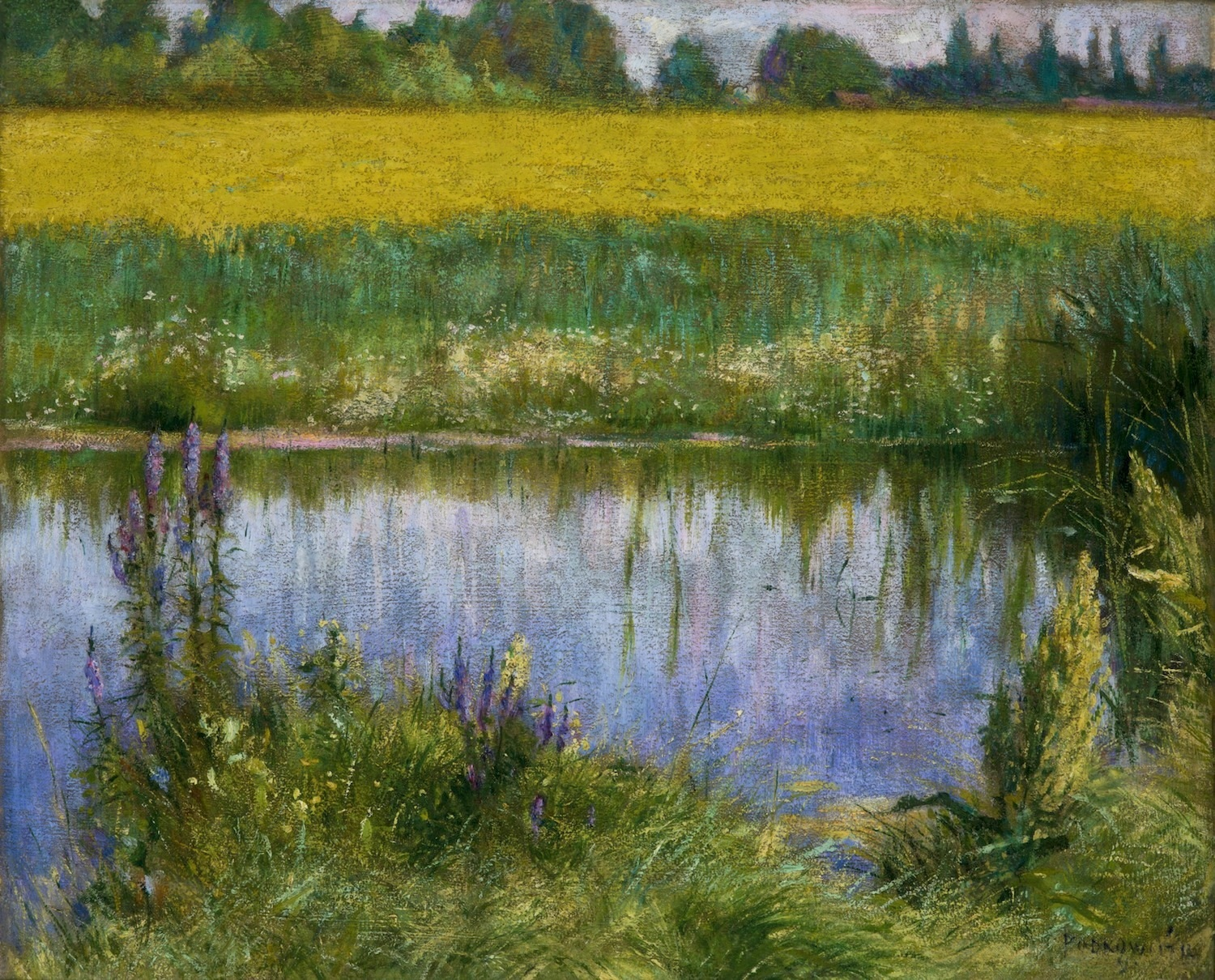
Mặt trời trên Lupin, Władysław Podkowiński, 1891
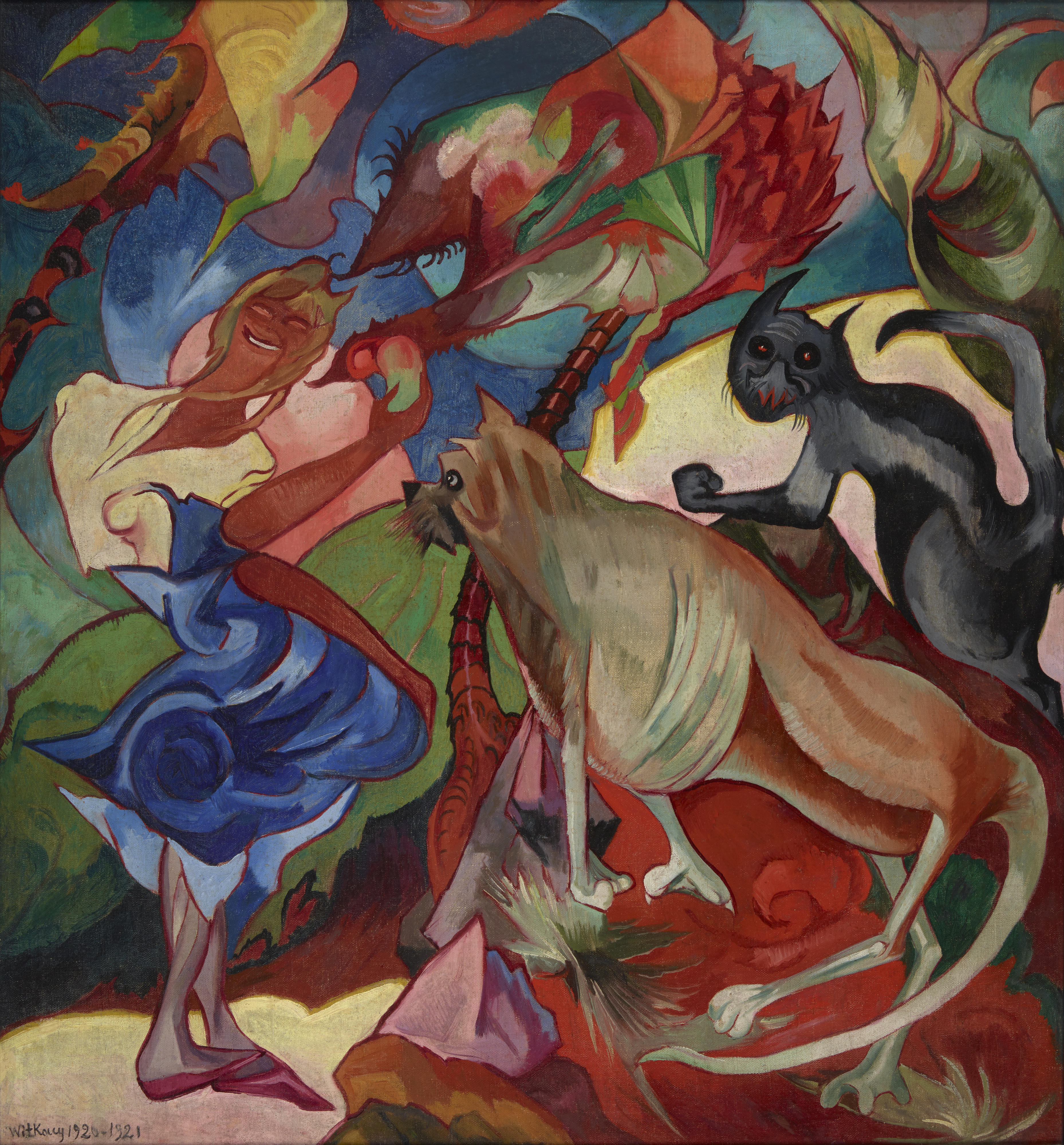
Marysia với Chó Burek trên Ceylon, Stanisław Ignacy Witkiewicz, 1920-1921
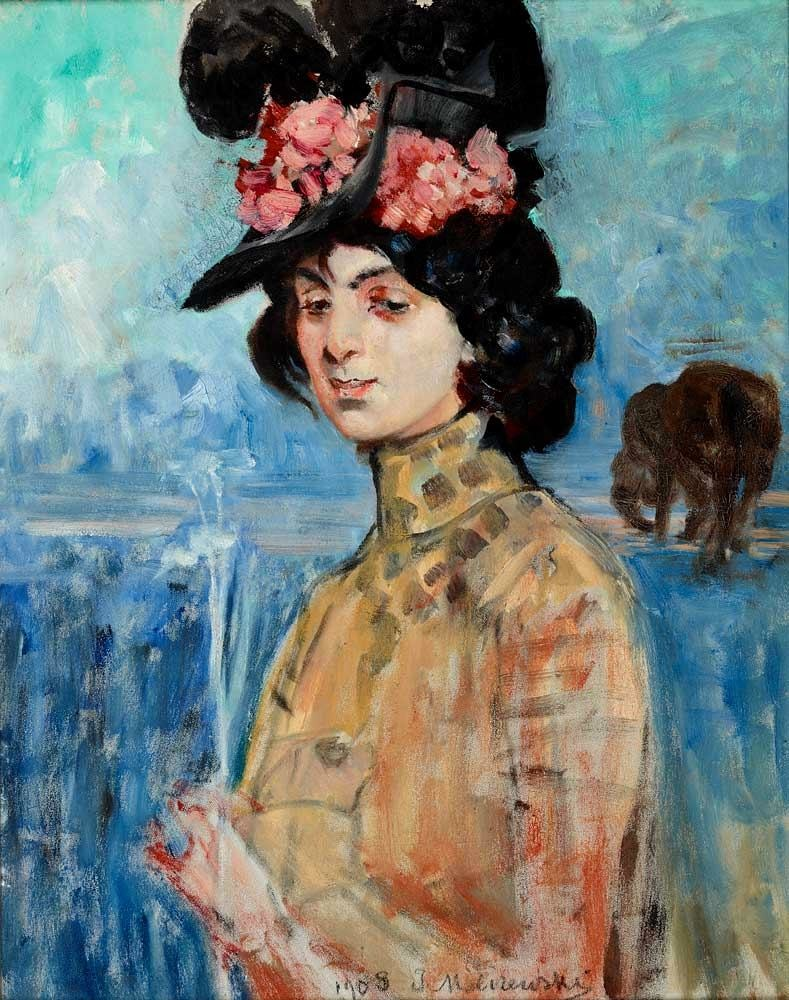
Chân dung của Zofia Atteslander, Jacek Malczewski, 1908
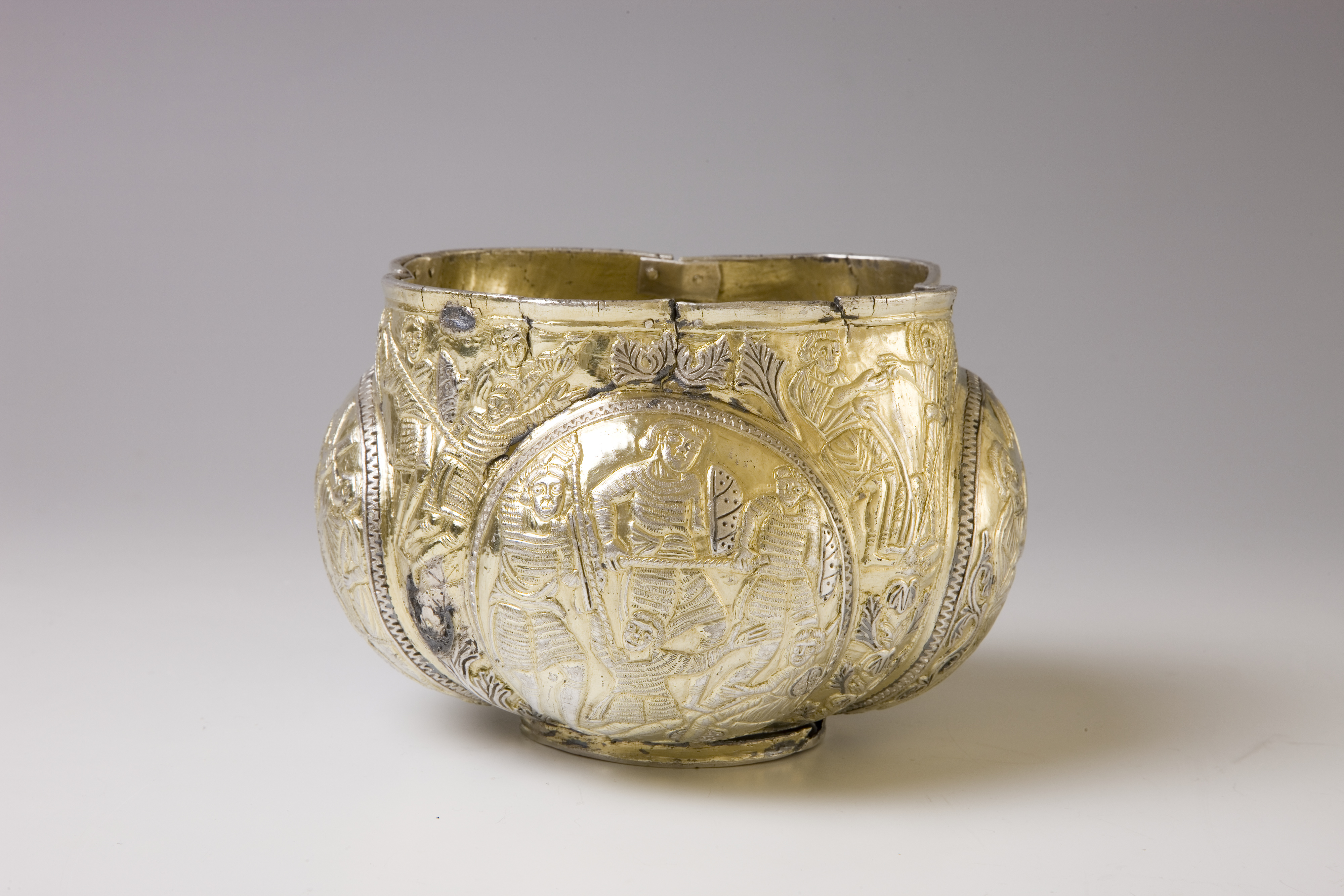
Chiếc cốc Włocławek, thế kỷ thứ 10
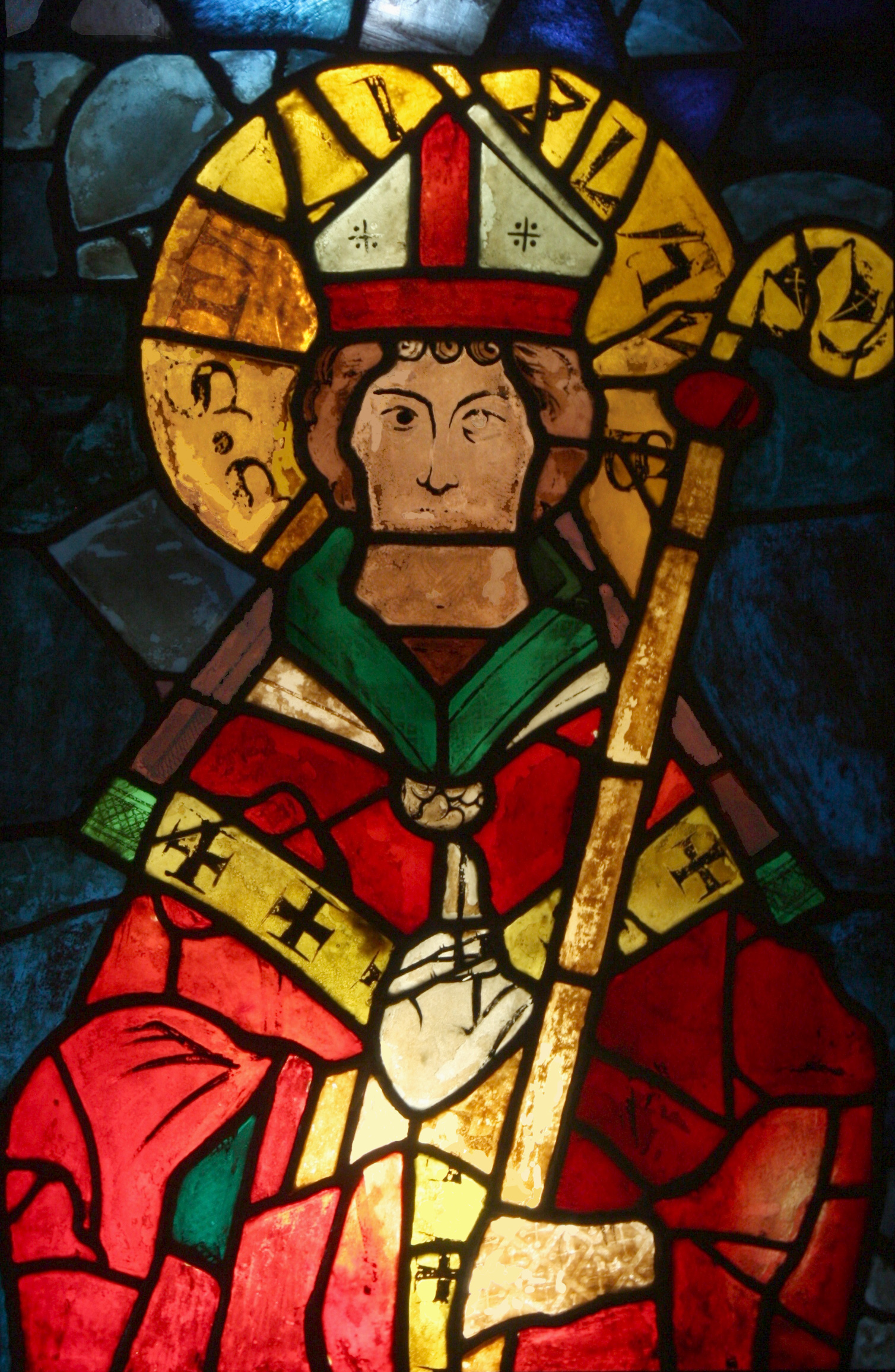
Thánh Stanislaus. Cửa sổ kính màu gothic từ Tu viện Dominican ở Kraków

## Những mất mát thời chiến

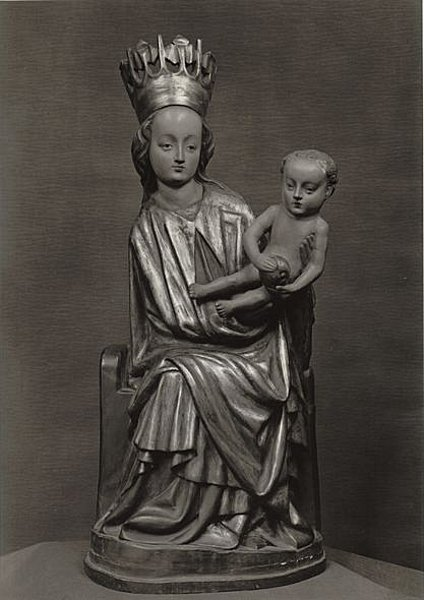
Truyền ngôi Madonna của Rabka, Ba Lan
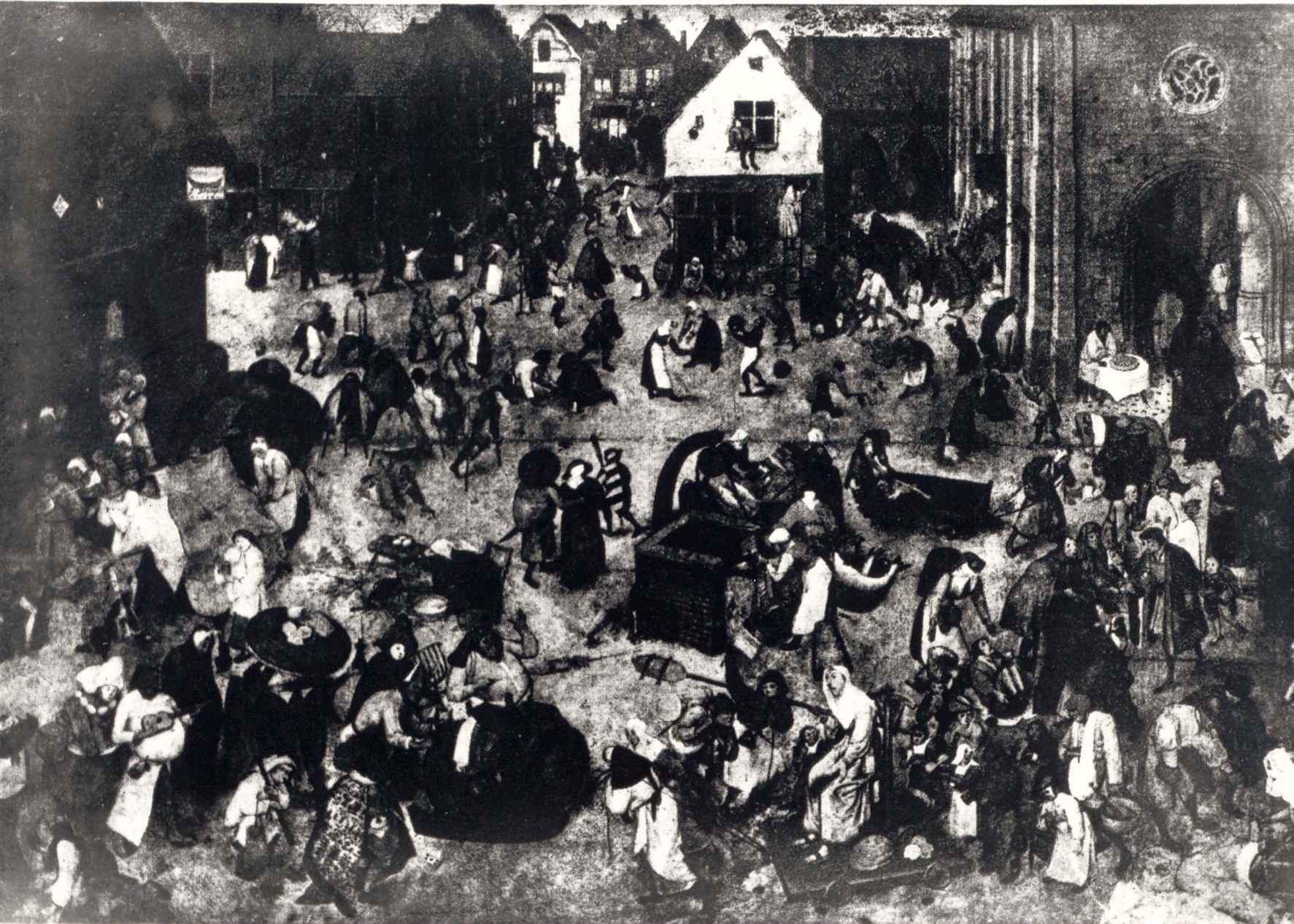
Cuộc chiến giữa Carnival và Lent, Pieter Bruegel the Elder
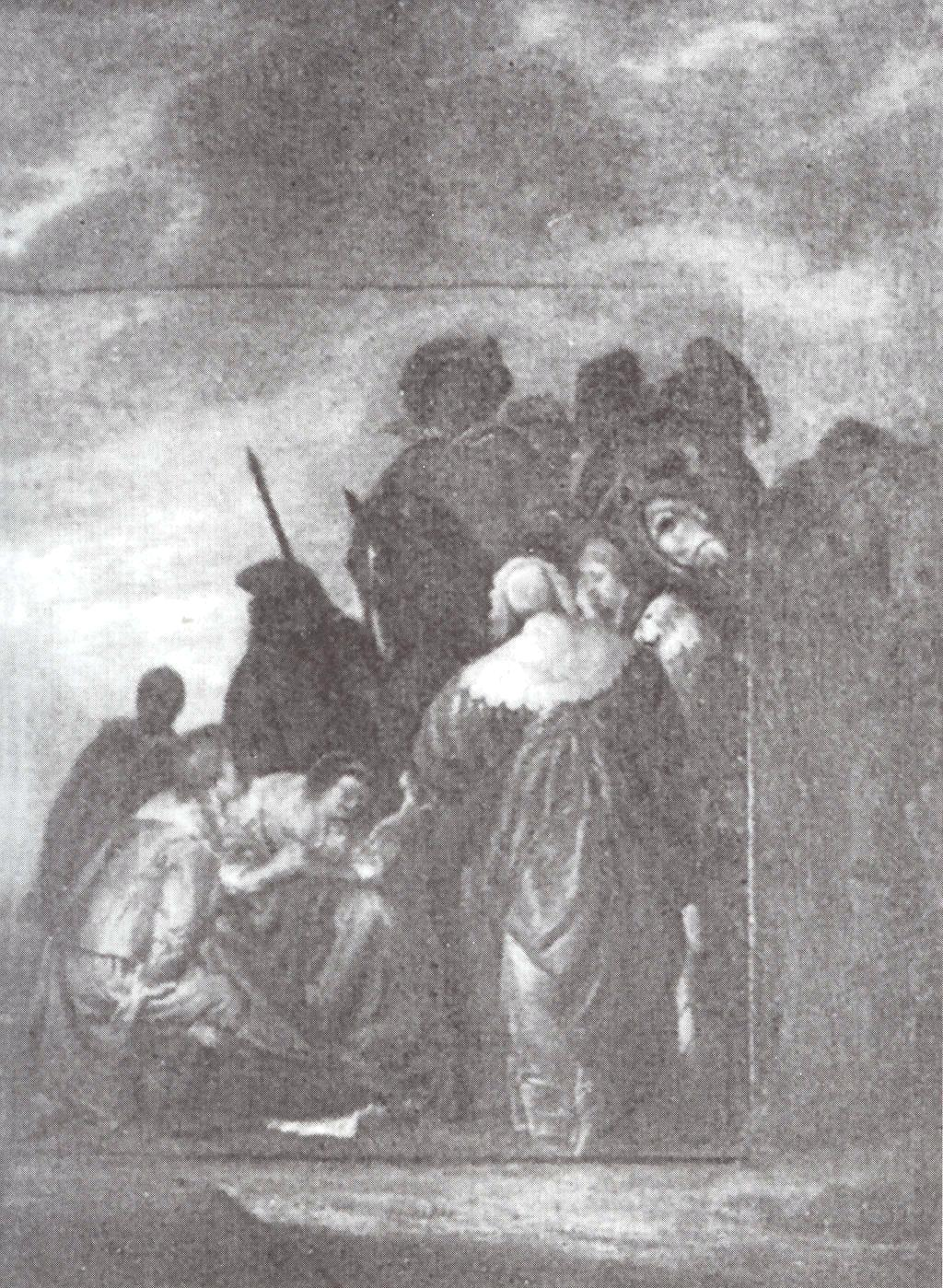
Khung cảnh lịch sử, Pieter Codde